# Фулъртън (Калифорния)
Фулъртън (на английски: Fullerton, буквени символи и звукови файлове за произношението , ) е град в северната част на окръг Ориндж в щата Калифорния, САЩ.
Фулъртън е с население от 126 003 жители (2000) и обща площ от 57,60 км² (22,20 мили²). Основан е през 1887 г. от Джордж и Едуърд Америдж и е кръстен на Джордж Х. Фулъртън, който е осигурил земята, където в днешни дни е града от името на железницата „Атчисън, Топика и Санта Фе“, която е била една от най-големите железопътни компании в САЩ съществувала между 1859 и 1995 г. Във Фулъртън има няколко образователни институции, една от които е Калифорнийският щатски университет – Фулъртън.

## Личности
- Гуен Стефани, вокалистка на групата „Ноу Даут“
- Кийт Ван Хорн, играч от НБА
- Филип Дик, романист и автор на научна фантастика